# Ираткикэ
Ираткикэ (устар. Ират-Кыке) — река в России, протекает по территории Ямало-Ненецкого автономного округа. Устье реки находится в 78 км по правому берегу реки Лимпыпитылькы (приток Худосея). Длина реки составляет 15 км.

## Данные водного реестра
По данным государственного водного реестра России относится к Нижнеобскому бассейновому округу, водохозяйственный участок реки — Таз. Речной бассейн реки — Таз.
Код объекта в государственном водном реестре — 15050000112115300069091.